# Općinska nogometna liga Pakrac 1979./80.
Općinska nogometna liga Pakrac je bila liga sedmog stupnja nogometnog prvenstva Jugoslavije u sezoni 1979./80. 

Sudjelovalo je ukupno 11 klubova, a prvak je bio klub "Partizan" iz Donjih Grahovljana. 

## Sustav natjecanja
U konkurenciji je 10 klubova je igralo dvokružnu ligu (18 kola), a klub "NIK" iz Pakraca se natjecao van konkurencije u proljetnom dijelu prvenstva. 

## Ljestvica
| mj. | klub                       | ut.                     | pob                     | ner                     | por                     | gol+                    | gol-                    | bod                     |
| --- | -------------------------- | ----------------------- | ----------------------- | ----------------------- | ----------------------- | ----------------------- | ----------------------- | ----------------------- |
| 1.  | Partizan Donji Grahovljani | 18                      | 13                      | 2                       | 3                       | 70                      | 38                      | 28                      |
| 2.  | Begovača Šeovica           | 18                      | 12                      | 3                       | 3                       | 66                      | 33                      | 27                      |
| 3.  | Prvoborac Kukunjevac       | 18                      | 10                      | 5                       | 3                       | 53                      | 36                      | 25                      |
| 4.  | Ustanak Dereza             | 18                      | 9                       | 4                       | 5                       | 47                      | 42                      | 22                      |
| 5.  | Budućnost Donja Obrijež    | 18                      | 6                       | 3                       | 9                       | 44                      | 43                      | 15                      |
| 6.  | Mladost Kusonje            | 18                      | 5                       | 5                       | 8                       | 27                      | 43                      | 15                      |
| 7.  | Jovača Marino Selo         | 18                      | 6                       | 2                       | 10                      | 32                      | 49                      | 14                      |
| 8.  | Omladinac Dobrovac         | 18                      | 4                       | 5                       | 9                       | 26                      | 40                      | 13                      |
| 9.  | Olimpija Lipik             | 18                      | 3                       | 6                       | 9                       | 43                      | 62                      | 12                      |
| 10. | Napredak Gornja Obrijež    | 18                      | 2                       | 5                       | 11                      | 34                      | 54                      | 9                       |
|     | NIK Pakrac                 | igrali van konkurencije | igrali van konkurencije | igrali van konkurencije | igrali van konkurencije | igrali van konkurencije | igrali van konkurencije | igrali van konkurencije |

## Rezultatska križaljka
| kratica | klub                       | BEG | BUD | JOV | MLA | NAP | OLI | OML | PAR | PRV | UST | NIK |
| --- | -------------------------- | --- | --- | --- | --- | --- | --- | --- | --- | --- | --- | --- |
| BEG | Begovača Šeovica           |     |     |     |     |     |     |     |     |     |     |     |
| BUD | Budućnost Donja Obrijež    |     |     |     |     |     |     |     |     |     |     |     |
| JOV | Jovača Marino Selo         |     |     |     |     |     |     |     |     |     |     |     |
| MLA | Mladost Kusonje            |     |     |     |     |     |     |     |     |     |     |     |
| NAP | Napredak Gornja Obrijež    |     |     |     |     |     |     |     |     |     |     |     |
| OLI | Olimpija Lipik             |     |     |     |     |     |     |     |     |     |     |     |
| OML | Omladinac Dobrovac         |     |     |     |     |     |     |     |     |     |     |     |
| PAR | Partizan Donji Grahovljani |     |     |     |     |     |     |     |     |     |     |     |
| PRV | Prvoborac Kukunjevac       |     |     |     |     |     |     |     |     |     |     |     |
| UST | Ustanak Dereza             |     |     |     |     |     |     |     |     |     |     |     |
| NIK | NIK Pakrac                 |     |     |     |     |     |     |     |     |     |     |     |
| |                            |     |     |     |     |     |     |     |     |     |     |     |
| podebljan rezultat - utakmice od 1. do 9. kola (1. utakmica između klubova ) rezultat normalne debljine - utakmice od 10. do 18. kola (2. utakmica između klubova u konkurenciji) rezultat nakošen - nije vidljiv redoslijed odigravanja međusobnih utakmica iz dostupnih izvora, te rezultati van konkurencije rezultat smanjen * - iz dostupnih izvora nije uočljiv domaćin susreta prekrižen rezultat - poništena ili brisana utakmica p - utakmica prekinuta 3:0 p.f. / 0:3 p.f. - rezultat 3:0 bez borbe n.i. - nije igrano |                            |     |     |     |     |     |     |     |     |     |     |     |

 Izvori: